# Condado de Carbon (Wyoming)
El condado de Carbon (en inglés: Carbon County), fundado en 1868, es un condado del estado estadounidense de Wyoming. En el año 2010 tenía una población de 15 885 habitantes con una densidad poblacional de 0.78 personas por km². La sede del condado es Rawlins.

## Geografía
Según la Oficina del Censo, el condado tiene un área total de 20 627 km² (7964,1 mi²), de la cual 20 451 km² (7896,1 mi²) es tierra y 176 km² (68,0 mi²) (0.85%) es agua.

### Condados adyacentes
- Condado de Sweetwater - oeste
- Condado de Fremont - noroeste
- Condado de Natrona - norte
- Condado de Converse - noreste
- Condado de Albany - este
- Condado de Jackson - sureste
- Condado de Routt - sur
- Condado de Moffat - suroeste

### Carreteras
- Interestatal 80
- U.S. Highway 30
- U.S. Highway 287

## Demografía
En el 2000 la renta per cápita promedia del condado era de $$36,060, y el ingreso promedio para una familia era de $41,991. En 2000 los hombres tenían un ingreso per cápita de $31,603 versus $21,451 para las mujeres. El ingreso per cápita para el condado era de $18,375. Alrededor del 12.90% de la población estaba bajo el umbral de pobreza nacional.

## Comunidades

### Ciudad
- Rawlins

### Pueblos
- Baggs
- Dixon
- Elk Mountain
- Encampment
- Hanna
- Medicine Bow
- Riverside
- Saratoga
- Sinclair

### Otras comunidades
- Arlington
- Savery
- Walcott
- Ryan Park